# Ала-Букинський район
Ала-Букинський район (кирг. Ала-бука району) — район Джалал-Абадської області Киргизстану. Адміністративний центр — село Ала-Бука.